# Frank Horace Hahn
Pour les articles homonymes, voir Hahn.
Frank Horace Hahn (26 avril 1925 à Berlin, Allemagne - 29 janvier 2013  à Cambridge, Royaume-Uni) fut professeur à la London School of Economics de 1967 à 1972. Il consacra une part essentielle de son travail aux questions de l’équilibre général et de la microéconomie fondamentale.